# 알랭 지레스
알랭 지레스(프랑스어: Alain Giresse, 1952년 9월 2일, 프랑스 랑구아랑 ~ )는 미드필더로 활약한 프랑스의 전 축구 선수이자 현 축구 지도자로 현역 시절 미드필더로 활약했다.

## 선수 시절

### 클럽
1970년 지롱댕 드 보르도에서 데뷔한 후 16년동안 프로 공식전 592경기 180골을 터뜨리며 1980-81 리그앙 3위, 1982-83 리그앙 준우승, 리그앙 2회 연속 우승(1983-84, 1984-85), 1985-86 쿠프 드 프랑스 우승, 1984-85년 유러피언컵 4강 등의 굵직한 성과를 남겼다. 
이후 1985-86 시즌 중반 올랭피크 드 마르세유로 이적하여 공식전 83경기 8골을 기록하며 1986-87 리그앙 준우승, 1986-87 쿠프 드 프랑스 준우승 등에 기여한 뒤 1987-88 시즌을 끝으로 18년간의 현역 생활을 마무리했다. 

### 국가대표팀
1974년 프랑스 A대표팀에 첫 발탁된 이후 1986년까지 국제 A매치 통산 47경기 6골을 기록했고 특히 미셸 플라티니, 장 티가나, 루이스 페르난데스 등과 함께 전설의 황금 사중주를 구축하며 1982년 FIFA 월드컵 4위, UEFA 유로 1984 우승, 1986년 FIFA 월드컵 3위 달성에 큰 기여를 했다. 
또한 작은 체구에도 뛰어난 활약을 펼치면서 '작은 거인'으로 불렸고 3번의 프랑스 올해의 선수에 선정된 것은 물론 1982년 FIFA 발롱도르에서는 그 해 월드컵에서 득점왕을 차지하며 이탈리아를 44년만의 월드컵 우승팀으로 만든 파올로 로시에 이어 2위에 오르는 기염을 토했다.

## 지도자 경력
올랭피크 드 마르세유에서 현역 은퇴한 뒤 1995년 툴루즈 FC의 감독을 시작으로 파리 생제르맹, FAR 라바트(모로코), 조지아 축구 국가대표팀, 가봉 축구 국가대표팀, 말리 축구 국가대표팀, 세네갈 축구 국가대표팀, 튀니지 축구 국가대표팀 등의 사령탑을 역임하면서 툴루즈 FC의 1996-97 리그 2 준우승, 파리 생제르맹의 1998년 트로페 데 샹피옹 우승, FAR 라바트의 2003년 모로코컵 우승, 가봉 대표팀의 2007년 CEMAC컵 준우승과 2010년 FIFA 월드컵 아프리카 지역 최종 예선 및 2010년 아프리카 네이션스컵 본선 진출, 말리 대표팀의 2012년 아프리카 네이션스컵 3위, 튀니지 대표팀의 2019년 아프리카 네이션스컵 4위를 이끌었으며 2022년 2월 23일 코소보 축구 국가대표팀 사령탑으로 선임되었다.

## 수상

### 클럽 (선수)
지롱댕 드 보르도
- 리그 1 : 우승 (1983-84, 1984-85), 준우승 (1982-83), 3위 (1980-81)
- 쿠프 드 프랑스 : 우승 (1985-86)
- UEFA 챔피언스리그 : 4강 (1984-85)

올랭피크 드 마르세유
- 리그 1 : 준우승 (1986-87)
- 쿠프 드 프랑스 : 준우승 (1986-87)

### 국가대표팀 (선수)
프랑스
- FIFA 월드컵 : 3위 (1986), 4위 (1982)
- UEFA 유럽 축구 선수권 대회 : 우승 (1984)

### 클럽 (지도자)
파리 생제르맹
- 트로페 데 샹피옹 : 우승 (1998)

 FAR 라바트
- 모로코컵 : 우승 (2003)

### 국가대표팀 (지도자)
가봉
- CEMAC컵 : 준우승 (2007)

 말리
- 아프리카 네이션스컵 : 3위 (2012)

 튀니지
- 아프리카 네이션스컵 : 4위 (2019)

### 개인
- 발롱도르 2위 : 1982
- 옹즈도르 2위 : 1982
- UEFA 유로 대회 베스트 : 1984
- 프랑스 올해의 선수 : 1982, 1983, 1987
- 프랑스 세기의 선수 7위

#### 발롱도르
- 1982 - 2
- 1983 - 11
- 1984 - 9
- 1985 - 21